# ボアレモ県
ボアレモ県(ボアレモけん、インドネシア語: Kabupaten Boalemo)はインドネシアのゴロンタロ州に位置する県。県都はティラムタ。
1999年に法律番号50/1999に基づいて設立された。面積は2,567.36km2、人口は2010年の調査で12万9177人だった。
県章にはセレベスツカツクリが表されている。

## 自治体
県は7の郡（kecamatan）からなり、2010年の調査では人口は以下のようであった。
| 名称             | 人口 2010年 |
| ---------------- | ----------- |
| Mananggu         | 11,500      |
| Tilamuta         | 26,417      |
| Dulupi           | 15,222      |
| Botumoito        | 14,126      |
| Paguyaman        | 29,753      |
| Wonosari         | 24,818      |
| Paguyaman Pantai | 7,417       |

## 註
1. ↑  Biro Pusat Statistik, Jakarta, 2011.